# Triplaris longifolia
Triplaris longifolia är en slideväxtart som beskrevs av Huber. Triplaris longifolia ingår i släktet Triplaris och familjen slideväxter. Inga underarter finns listade i Catalogue of Life.